# Palais de Beau-Séjour
 (janvier 2023).

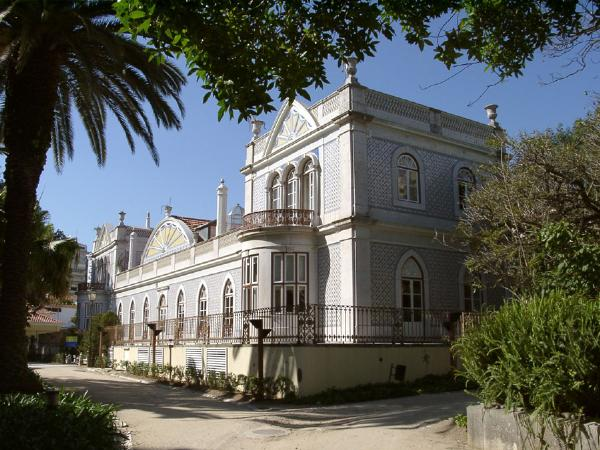
Palais de Beau-Séjour.

Le Palais de Beau-Séjour est un palais portugais du XIXe siècle, situé à Quinta do Beau-Séjour, à Lisbonne.
La Quinta do Beau-Séjour, et par extension le Palais, a été classée Monument d'Intérêt Public en 1996.
Actuellement, le Bureau des études de la mairie de Lisbonne opère dans le palais.

## Histoire
Commandé par la vicomtesse de Regaleira vers 1849, à la Quinta do Beau-Séjour, il raconte environ un siècle et demi d'histoire. Il a été construit, avec ses jardins pompeux et élitistes, dans le style parisien romantique, ce qui a donné au lieu un certain aspect français.
Il possède des façades simples et élégantes, recouvertes d'azulejos portugaises, commandées par le baron de Glória, à qui la vicomtesse a vendu le domaine, avec son palais et son parc paysager. Le baron de Glória était un vieil ami de la vicomtesse, et appartenait même à son cercle d'illustres compagnons. Il avait fait fortune à Rio de Janeiro et retourna dans son pays natal, le Portugal, rachetant bientôt le palais à la vicomtesse.
Il entreprit d'importants travaux de rénovation du palais, en le rénovant, et utilisant une décoration Art nouveau, ainsi que les azulejos qu'il plaça sur les façades du manoir. De plus, il a installé des sculptures dans le jardin. La façade, très simple, mais avec quelques arabesques, reflète le goût romantique du baron.
Avec sa mort, la fortune, qui comprenait le palais, a été héritée par ses neveux, qui ont entrepris une nouvelle rénovation. La Galerie de peinture a reçu un plafond peint par Francisco Vilaça, avec des médailles de portrait dans le style Renaissance. La Salle de musique s'inspire de la mythologie classique. Dans la Salle dorée, une célèbre et grande toile de Colomban, intitulée Carnaval de Venise, repose au plafond. Ainsi s'est constituée l'une des plus importantes collections d'art romantique et naturaliste portugais, qui y sont aujourd'hui exposées.
Le palais est ouvert au public, ainsi que ses célèbres jardins.

## Jardins
Les jardins ont été reconstitués, dans la mesure du possible, dans leur aménagement initial par la mairie de Lisbonne en 1992, constituant un bel exemple de jardin romantique à l'atmosphère exotique caractéristique. Le complexe de maisons et de jardins est considéré comme l'un exemples les plus importants de l'art portugais de la période romantique au naturalisme.